# South African Horrorfest
El South African Horrorfest és un festival de cinema sud-africà de pel·lícules de terror a Ciutat del Cap. Acull celebritats, artistes, cineastes i premsa del gènere de terror. És l'esdeveniment degà i únic d'aquest tipus al continent africà. El festival inclou estrenes, pel·lícules clàssiques i rares, dark literature, concerts de bandes sonores de pel·lícules mudes en directe i disfresses de Halloween, entre altres activitats.

## Història
El South African Horrorfest va ser fundat l'any 2005 per Paul Blom i Sonja Ruppersberg. El festival se celebra anualment pels volts de Halloween al Labia Theatre de Ciutat del Cap i és un esdeveniment permanent al calendari artístic de la ciutat.
Des de la seva fundació, el South African Horrorfest ha presentat gairebé totes les estrenes d'Àfrica de llargmetratges i documentals de terror rellevants, com ara Escape from Tomorrow, Frankenstein's Army, Lost Soul: The Doomed Journey of Richard Stanley's Island of Dr. Moreau, The Theatre Bizarre, Benvinguts a Zombieland o The human centipede (First sequence).